# Алерхайм
Алерхайм (нем. Alerheim) — община в Германии, в земле Бавария.
Подчиняется административному округу Швабия. Входит в состав района Донау-Рис. Население составляет 1665 человек (на 31 декабря 2010 года). Занимает площадь 23,37 км².

## География

Местонахождение коммуны Алерхайм в районе Донау-Рис

Алерхайм находится на территории Нёрдлингер-Рис и является частью региона Аугсбург.
В Алерхайме есть следующие коммунальные районы: Алерхайм, Бюль-им-Рис, Рудельштеттен и Вёрнитцостхайм.

## История
Впервые Алерхайм был упомянут в VIII веке в документах Фульдского аббатства, как Villa Alarheim. В ходе одной из битв Тридцатилетней войны город был почти полностью разрушен.
C 1306 по 1806 год Алерхайм принадлежал семейству Эттинген-Валлерштейн, а впоследствии, в соответствии с Актом Рейнского союза, стал принадлежать Баварии.
В 1972 году в состав Алерхайма вошёл Вёрнитцостхайм, в 1978 в ходе коммунальной реформы в состав вошли Бюль-им-Рис и Рудельштеттен.

## Политика
|      | WV | WG Bühl im Ries | WV Rudelstetten | WV Wörnitzostheim | Все |
| ---- | -- | --------------- | --------------- | ----------------- | --- |
| 2008 | 6  | 2               | 2               | 2                 | 12  |
| 2002 | 6  | 2               | 2               | 2                 | 12  |

Главой коммуны является Кристоф Шмидт (местный блок), ранее эту должность занимал Герхард Амент. Муниципальный совет состоит из 12 человек.